# Геловітриніт
Геловітриніт (рос.геловитринит, англ. gelovitrinite, нім. Gelovitrinit m) — мацеральна підгрупа групи вітриніту, що складається з колоїдних заповнень пустот, які були раніше у вітринітовому матеріалі.

## Історія
Термін введений в 1994 р. Міжнародним комітетом з петрології вугілля і органічної речовини (МКПВОР) для класифікації підгрупи мацералів, утворених в процесі желування гумусових розчинів, які не відповідають конкретним рослинним тканинам.
Походження слова: gelu, us (лат.) — мороз, твердіння (тіл з віком), vitrum (лат.) — скло.
Синонім: гумоколініт (буре вугілля).

## Склад і властивості
Складається з мацералів корпогелініту і гелініту.
Корпогелініт має вигляд окремих тіл, що представляють, головним чином, первинні флобафенові заповнення порожнин клітин, що залягають in situ (лат. на місці, в місці знаходження) або ізольовано в межах вугільної або мінеральної материнської породи.
Гелініт являє собою вторинні гомогенні заповнення мікротріщин, щілин або інших раніше пустих порожнин. Розміри можуть варіювати.
Фізичні і хімічні властивості — як у вітриніту, корпогелініту, гелініту.

## Походження і розповсюдження
Г., ймовірно, має не одне походження, але, загалом, вважається, що він є похідним від рослинних клітин або гумусових рідин, що утворилися з рослинних тканин в процесі розкладання і діагенезу і які згодом відклалися як колоїдні гелі в пустотах або порожнинах всередині початкового матеріалу.
Залягання і практична значущість — аналогічні корпогелініту і гелініту.